# 5 марта
5 марта — 64-й день года (65-й в високосные годы) по григорианскому календарю.
До конца года остаётся 301 день.
До 15 октября 1582 года — 5 марта по юлианскому календарю, с 15 октября 1582 года — 5 марта по григорианскому календарю.
В XX и XXI веках соответствует 20 февраля по юлианскому календарю в невисокосные годы, 21 февраля в високосные годы.

## Праздники и памятные дни
См. также: Категория:Праздники 5 марта

### Национальные
- Кыргызстан — День работника судебной системы.

### Религиозные

#### Католицизм
- Память святого Киарана[англ.];
- память Теофила, епископа Кесарии Палестинской.

#### Православие[2][3]
Примечание: указано для невисокосных лет, в високосные годы список иной, см. 6 марта.
- Неделя 1-я Великого поста. Торжество православия (переходящее празднование в 2017 году).
- память священномученика Садока (Шах-Дуста), епископа Персидского, и с ним 128 мучеников (ок. 342—344)[4];
- память преподобного Агафона, папы римского (ок. 681—682);
- память преподобного Льва, епископа Катанского (ок. 780);
- память благоверного князя Ярослава Мудрого (сын крестителя Руси, великого князя Киевского Владимира Святославича) (1054);
- память преподобного Агафона Печерского, в Дальних пещерах (XIII—XIV);
- память преподобномучеников Корнилия, игумена Псково-Печерского и ученика его Вассиана Муромского (1570);
- память 34 преподобномучеников Валаамских: Тита, Тихона, Геласия, Сергия, Варлаама, Саввы, Конона, Сильвестра, Киприана, Пимена, Иоанна, Самона, Ионы, Давида, Корнилия, Нифонта, Афанасия, Серапиона, Варлаама, Афанасия, Антония, Луки, Леонтия, Фомы, Дионисия, Филиппа, Игнатия, Василия, Пахомия, Василия, Феофила, Иоанна, Феодора, Иоанна (1578);
- память священномученика Николая Розова, пресвитера (1938).
- память Иоанна Болгарского –  новомученика.

### Именины
- Католические: Киаран, Теофил.
- Православные: Агафон, Аммия, Амфил, Антоний, Афанасий, Варлаам, Василий, Вассиан, Геласий, Давид, Дионисий, Евтропий, Иван, Игнатий, Иона, Исидор, Киндей, Киприан, Конон, Корнилий, Лев, Леонтий, Лука, Николай, Нифонт, Пахомий, Пимен, Плотин, Савва, Садок, Самон, Серапион, Сергей, Сильвестр, Тит, Тихон, Феофил, Фёдор, Филипп, Фома, Ярослав[5].

## События
См. также: Категория:События 5 марта

### До XIX века
- 1558 — медик Франсиско Фернандес был послан королём Испании Филиппом II в Мексику для изучения неизвестных европейцам растений и продуктов питания. Эта дата считается днём появления табака в Европе.
- 1705 — принят Указ Петра I о наборе рекрутов, положивший начало формированию в России регулярной армии.
- 1770 — «Бостонская бойня»: расстрел английскими солдатами толпы жителей во время беспорядков в Бостоне (убиты 5 человек).
- 1774 — во дворе парижского Дворца правосудия королевским палачом сожжены мемуары Пьера Бомарше о произволе судебных органов.

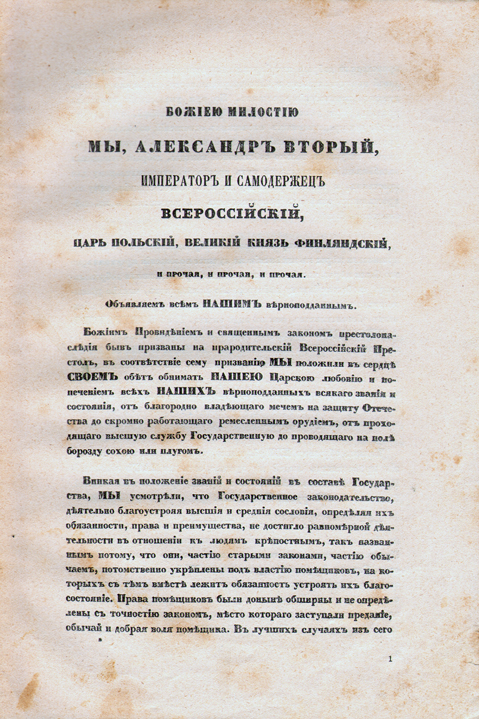
Манифест об отмене крепостного права

### XIX век
- 1844 — столица Верхней и Нижней Канады перенесена из Кингстона в Монреаль.
- 1863 — сражение при Томпсон-Стейшен в ходе Гражданской войны в США.

### XX век
- 1906 — Николай II издал Высочайший Манифест о преобразовании Государственного Совета в верхнюю законодательную палату, с правом вето на решения Государственной Думы.
- 1907 — торжественное открытие II Государственной Думы.
- 1912 — первое применение дирижаблей в войне: на итальянских дирижаблях Р-1 и Р-3 проведена рекогносцировка турецких позиций вблизи Триполи.
- 1914 — основан Военно-кинематографический отдел Скобелевского комитета, впоследствии ставший киностудией «Ленфильм».
- 1918 — в России создана Служба Военных Сообщений (ВОСО).
- 1929 — создан Запорожский драматический театр.
- 1930
  - В Москве на Арбатской площади открылся первый звуковой кинотеатр «Художественный». На сеансе демонстрировалась звуковая сборная программа 1, составленная кинорежиссёром Абрамом Роомом.
  - В Симферополе была закрыта караимская кенасса (по решению местных властей).
- 1933 — выборы в рейхстаг Германии. Правящей НСДАП не удаётся получить абсолютное большинство мест, за неё голосуют 44 % избирателей.
- 1936
  - В Москве открылся Центральный детский театр, которым на протяжении многих лет руководила Наталия Сац.
  - Первый полёт истребителя Супермарин Спитфайр.
- 1940
  - Катынский расстрел. Начало массовых казней польских граждан, осуществлённых сотрудниками НКВД.
  - На заседании Политбюро ЦК ВКП(б) принято решение предложить НКВД (протокол номер П13/144) рассмотреть дела польских граждан, находящихся в лагерях для военнопленных и применить к ним высшую меру наказания.
  - Образовано самолётостроительное ОКБ Сухого.
- 1942 — в Куйбышеве впервые исполнена Седьмая симфония Дмитрия Шостаковича, получившая название Ленинградской. Дирижировал Самуил Самосуд. 29 марта она была исполнена в Москве, 22 июня — в Лондоне и Ташкенте, 9 июля — в Новосибирске, 19 июля — в Нью-Йорке под управлением Артуро Тосканини.
- 1943 — первый полёт совершил английский реактивный самолёт Gloster Meteor.
- 1944 — ГКО постановлением № ГКО-5311 запустил создание системы образования моряков, разрушенной в годы Великой Отечественной войны.
- 1946 — в Фултоне (США, штат Миссури) Уинстон Черчилль произнёс свою знаменитую речь, в которой сказал: «От Штеттина на Балтике до Триеста на Адриатике над Европой опустился железный занавес». Началась «Холодная война».
- 1947 — катастрофа C-47 на Сванетском хребте. Погибли 23 человека.
- 1953 — смерть И. В. Сталина.
- 1958 — первый полёт сверхзвукового многоцелевого самолёта Як-28.
- 1959 — Павел Флоренский вторично реабилитирован постановлением Архангельского областного суда.
- 1960
  - Певец и актёр Элвис Пресли уволен из рядов армии США. Ни до, ни после него возвращение к гражданской жизни простого солдата (ставшего, правда, в том же году сержантом) не привлекало такого огромного общественного внимания.
  - Фотограф Альберто Корда сделал фотографию Э. Че Гевары, которая разошлась по всему миру.
- 1963 — катастрофа Ил-18 в Ашхабаде, погибли 12 человек.
- 1966 — катастрофа английского Boeing 707 на горе Фудзияма (Япония). Погибли 124 человека.
- 1968 — катастрофа французского Boeing 707 в Гваделупе. Погибли 63 человека.
- 1970 — вступил в силу «Договор о нераспространении ядерного оружия».
- 1976 — впервые в истории курс фунта стерлингов по отношению к американской валюте опустился ниже отметки в 2 доллара.
- 1979 — космический аппарат «Вояджер-1» достиг планеты Юпитер.
- 1987 — на северо-востоке Эквадора, в 90 км от Кито, около вулкана Ревентадор произошло разрушительное землетрясение (6-7 баллов по шкале Меркалли), несколько сотен человек погибло и более 15 тысяч осталось без крова. Общий ущерб составил около 1 млрд долларов США.
- 1993 — катастрофа Fokker 100 в Скопье, 83 погибших.
- 1997 — впервые за четверть века Северная и Южная Корея сели за стол переговоров.
- 1999 — в Санкт-Петербурге парафирован «Договор о делимитации государственной границы и разграничении акваторий между Российской Федерацией и Эстонской Республикой».
- 2000 — английские учёные впервые в мире провели успешную операцию по клонированию свиней.

### XXI век
- 2003 — Роберт Кочарян переизбран на пост президента Армении.
- 2021 — взрыв автомобиля в Могадишо, 20 погибших.

## Родились

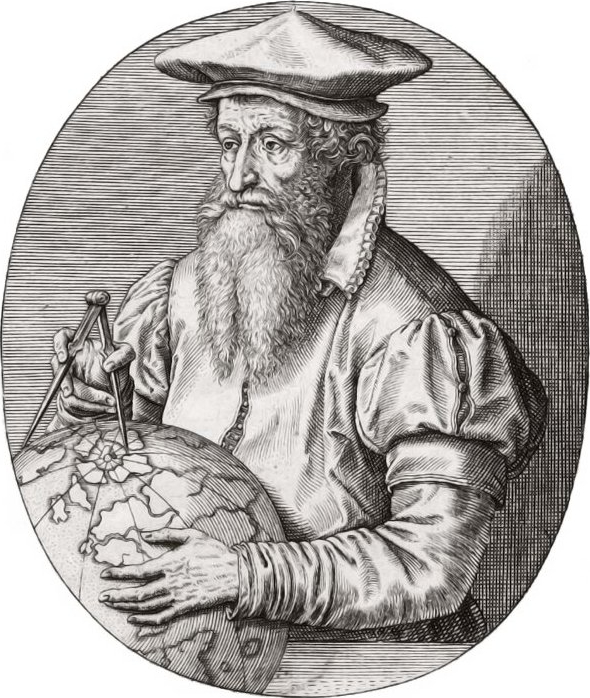
Меркатор

См. также: Категория:Родившиеся 5 марта

### До XIX века
- 1133 — Генрих II Плантагенет (ум. 1189), английский король (с 1154).
- 1324 — Давид II (ум. 1371), король Шотландии (1329—1332, 1336—1371).
- 1326 — Лайош I Великий (ум. 1382), король Венгрии (с 1342), король Польши (с 1370).
- 1340 — Кансиньорио делла Скала (ум. 1375), правитель Вероны и Виченцы, кондотьер.
- 1455 — Уильям Герберт (ум. 1491), 2-й граф Пембрук, 2-й барон Герберт, 1-й граф Хантингдон.
- 1512 — Герард Меркатор (ум. 1594), фламандский картограф и географ.
- 1527 — Ульрих Мекленбургский (ум. 1603), герцог Мекленбурга (1555—1603), старейшина совета германских имперских князей.
- 1585
  - Иоганн Георг I (ум. 1656), курфюрст Саксонии (с 1611).
  - Фридрих I Гессен-Гомбургский (ум. 1638), первый Правитель ландграфства Гессен-Гомбурга (1622—1638), основатель Гессен-Гомбургской ветви Гессенского дома.
- 1637 — Ян ван дер Хейден (ум. 1712), голландский художник и изобретатель.
- 1658 — Антуан Ломе де Ламот Кадильяк (ум. 1730), французский колониальный администратор и военачальник, считающийся основателем города Детройт.
- 1685 — Георг Фридрих Гендель (ум. 1759), немецкий и английский композитор и органист.
- 1696 — Джованни Баттиста Тьеполо (ум. 1770), итальянский художник.
- 1703 — Василий Тредиаковский (ум. 1768), русский поэт, переводчик, филолог.
- 1723 — Мария Великобританская (ум. 1772), четвёртая дочь короля Великобритании Георга II и Каролины Бранденбург-Ансбахской; супруга ландграфа Гессен-Касселя Фридриха II, мать курфюрста Гессена Вильгельма I.
- 1733 — Винченцо Галеотти (ум. 1816), итальянский и датский артист балета, педагог и балетмейстер, родоначальник датского балета.
- 1748 — Юнас Дрюандер (ум. 1810), шведский ботаник.

### XIX век
- 1817 — Остин Генри Лейард (ум. 1894), английский археолог и политик.
- 1820 — Август Фридрих Зигерт (ум. 1883), немецкий живописец.
- 1827
  - Леонид Глебов (ум. 1893), украинский писатель, поэт и издатель.
  - Шарль Антуан Жидель (ум. 1900), французский писатель.
- 1828 — Дмитрий Смышляев (ум. 1893), русский общественный деятель, публицист, издатель, библиограф, меценат.
- 1830 — Этьен-Жюль Маре (ум 1904), французский физиолог и изобретатель, президент Французской академии наук (с 1895).
- 1834 — Феликс де Блохаузен (ум. 1915), люксембургский политик, председатель правительства Люксембурга, министр внутренних дел, министр иностранных дел, руководитель управления юстиции и министр финансов.
- 1846 — Мари Жозеф Эдуард ван Бенеден (ум. 1910), бельгийский зоолог и цитолог, иностранный член-корреспондент Российской академии наук.
- 1849 — Виктор Розен (ум. 1908), русский востоковед-арабист, академик Петербургской Академии наук (с 1890), вице-президент АН (с 1900).
- 1852 — Изабелла Августа Грегори (ум. 1932), ирландская писательница, драматург и собирательница фольклора.
- 1862 — Зигберт Тарраш (ум. 1934), немецкий шахматист и теоретик шахмат, один из крупнейших в истории.
- 1865 — Тимофей Краснобаев (ум. 1952), советский хирург, один из основоположников детской хирургии, член АМН СССР.
- 1866 — Алихан Букейханов (расстрелян в 1937), казахский общественный и политический деятель, первый премьер-министр Казахстана (тогда Алашской автономии, 1917—1920).
- 1867 — Луи-Александр Ташро (ум. 1952), квебекский адвокат и политик, депутат Квебекской Законодательной ассамблеи, премьер-министр Квебека (1920—1936).
- 1871 — Роза Люксембург (убита в 1919), немецкий политик, теоретик марксизма, философ, экономист, публицист.
- 1873 — Олаф Бьолан (ум. 1961), норвежский путешественник, один из пяти человек, достигших Южного полюса в составе экспедиции Руаля Амундсена.
- 1876 — Томас Инскип (ум. 1947), британский государственный деятель, министр по координации обороны Великобритании (1936—1939), министр по делам доминионов (14 мая — 3 октября 1940), лорд-канцлер (1939—1940).
- 1879 — Андрес Ларка (ум. 1942), эстонский военный и политический деятель, генерал-майор (1918).
- 1880 — Сергей Бернштейн (ум. 1968), советский математик, профессор Харьковского и Московского университетов, академик АН СССР.
- 1886
  - Владимир Визе (ум. 1954), российский и советский полярный исследователь, океанограф.
  - Дун Биу (ум. 1975), китайский государственный деятель, один из основателей КПК, член Политбюро ЦК КПК, заместитель председателя Государственного административного совета; в 1970-х исполняющий обязанности Председателя КНР.
- 1887 — Эйтор Вила-Лобос (ум. 1959), бразильский композитор.
- 1892 — Касьян Голейзовский (ум. 1970), российский и советский артист балета, балетмейстер, хореограф.
- 1896 — Кондрат Крапива (наст. имя Кондрат Атрахович; ум. 1991), народный писатель Белоруссии, Герой Социалистического Труда.
- 1898
  - Мисао Окава (ум. 2015), японская долгожительница, с 2013 по 2015 старейшая жительница Земли.
  - Чжоу Эньлай (ум. 1976), политический деятель Китая, первый глава Госсовета КНР (1949—1976).

### XX век
- 1900 — Йоханна Лангефельд (ум. 1974), надсмотрщица немецких концлагерей Лихтенбург и Равенсбрюк, начальник концлагеря Освенцим.
- 1905 — Ласло Бенедек (ум. 1992), американский кинорежиссёр, обладатель «Золотого глобуса».
- 1909 — Сутан Шарир (ум. 1966), индонезийский политик, социалист, первый премьер-министр Индонезии (1945—1947).
- 1910
  - Момофуку Андо (ум. 2007), тайваньско-японский бизнесмен, изобретатель лапши быстрого приготовления.
  - Константин Сергеев (ум. 1992), артист балета, балетмейстер, народный артист СССР.
  - Эннио Флайяно (ум. 1972), итальянский писатель, сценарист, драматург, журналист и театральный критик. Трижды номинант на премию «Оскар».
- 1918 — Джеймс Тобин (ум. 2002), американский экономист, лауреат Нобелевской премии (1981).
- 1919 — Алексей Фатьянов (ум. 1959), русский советский поэт, автор популярных песен.
- 1920 — Вирджиния Кристин (ум. 1996), американская актриса кино, театра и телевидения.
- 1922
  - Семён Гудзенко (ум. 1953), русский советский поэт, журналист военный корреспондент.
  - Пьер Паоло Пазолини (ум. 1975), итальянский поэт, писатель и кинорежиссёр.
  - Василий Петров (ум. 2003), легендарный советский артиллерист, генерал-полковник, дважды Герой Советского Союза.
- 1927 — Джек Кэссиди (ум. 1976), американский певец и актёр театра, кино и телевидения.
- 1929 — Владимир Левин, советский и российский учёный-кибернетик, академик РАН.
- 1931 — Тамара Миансарова (ум. 2017), советская и российская эстрадная певица.
- 1934 — Даниэль Канеман (ум. 2024), израильско-американский психолог, лауреат Нобелевской премии (2002).
- 1935 — Баадур Цуладзе (ум. 2018), советский и грузинский актёр, кинорежиссёр, сценарист, телеведущий.
- 1936
  - Канаан Банана (ум. 2003), деятель освободительного движения Родезии и Африканского национального союза Зимбабве (ЗАНУ), первый Президент Зимбабве (1980—1987), пастор.
  - Владимир Маслаченко (ум. 2010), советский футболист, чемпион Европы (1960), спортивный комментатор.
  - Дин Стоквелл (ум. 2021), американский актёр, призёр «Золотого глобуса» и Каннского кинофестиваля.
- 1937 — Олусегун Обасанджо, нигерийский политический и военный деятель, президент Нигерии (1976—1979, 1999—2007).
- 1938 — Фред Уильямсон, американский актёр, кинорежиссёр, сценарист и продюсер.
- 1939 — Саманта Эггар, британская актриса, призёр Каннского кинофестиваля и премии «Золотой глобус».
- 1941 — Владимир Шевченко (ум. 2025), советский и российский учёный, химик. Академик РАН (с 2000 года).
- 1942 — Фелипе Гонсалес, третий премьер-министр Испании (1982—1996).
- 1948
  - Эдди Грант, британский гитарист и певец в стиле регги.
  - Элейн Пейдж, английская певица и актриса, наиболее известная по ролям в мюзиклах.
- 1949
  - Бернар Арно, французский бизнесмен, один из богатейших людей планеты.
  - Талгат Нигматуллин (убит в 1985), советский киноактёр и каскадёр.
  - Франц Йозеф Юнг, немецкий государственный и политический деятель.
- 1951 — Глеб Павловский (ум. 2023), российский публицист, журналист, телеведущий, издатель, политтехнолог.
- 1953 — Валерий Корзун, российский космонавт, Герой России.
- 1954 — Жуан Лоренсу, ангольский политик и государственный деятель, президент Анголы (с 2017).
- 1956 — Тина Мари (наст. имя Мэри Кристин Брокерт; ум. 2010), американская певица, автор песен, ритм-гитаристка, клавишница и музыкальный продюсер.
- 1957
  - Андрей Ермаш (ум. 2025), советский кинорежиссёр и сценарист, работавший в жанре научно-фантастического кино.
  - Марк Эдвард Смит (ум. 2018), английский певец, поэт, автор песен, фронтмен группы The Fall.
- 1958
  - Владимир Бессонов, советский и украинский футболист и футбольный тренер.
  - Энди Гибб (ум. 1988), британский и австралийский певец в стиле поп и диско.
- 1959 — Вазген Саркисян (убит в 1999), армянский государственный и военный деятель, писатель, Национальный Герой Армении (1999, посмертно), Герой Арцаха (1998), первый министр обороны Армении (1991—1992 и 1995—1999), премьер-министр (в 1999).
- 1960
  - Пол Драйсон, британский политический деятель, бизнесмен и гонщик-любитель.
  - Карл-Эриван Хауб (ум. 2018), немецкий предприниматель, миллиардер.
- 1961 — Елена Яковлева, советская и российская актриса театра и кино, народная артистка РФ.
- 1962 — Сорин Опря, румынский рабочий, активный участник антикоммунистической Рождественской революции в Румынии.
- 1964
  - Гералд Ваненбург, нидерландский футболист, полузащитник, чемпион Европы (1988), обладатель Кубка европейских чемпионов (в составе ПСВ, 1988).
  - Бертран Канта, музыкант, поэт, лидер и вокалист французской рок-группы Noir Désir.
  - Александр Лаэртский, советский и российский музыкант, автор песен и журналист.
- 1968 — Гордон Байнаи, венгерский государственный и политический деятель, премьер-министр Венгрии (2009—2010).
- 1970
  - Александр Вучич, сербский государственный и политический деятель, президент Сербии (с 2017).
  - Джон Фрушанте, американский гитарист, певец, автор песен, участник группы Red Hot Chili Peppers.
- 1973 — Паулу Фонсека, португальский футболист и футбольный тренер
- 1974
  - Ева Мендес, американская актриса.
  - Йенс Йеремис, немецкий футболист, полузащитник, победитель Лиги чемпионов (в составе «Баварии», 2001), серебряный призёр чемпионата мира (2002).
- 1987 — Анна Чакветадзе, российская теннисистка, бывшая пятая ракетка мира.
- 1989 — Стерлинг Найт, американский актёр, гитарист, комик и певец.
- 1991
  - Даниил Трифонов, российский пианист и композитор.
  - Рамиро Фунес Мори, аргентинский футболист, центральный защитник.
  - Михаэль Хайбёк, австрийский прыгун на лыжах с трамплина, серебряный призёр Олимпиады-2014.
- 1993
  - Гарри Магуайр, английский футболист, серебряный призёр чемпионата Европы (2020).
  - Фред (Фредерико Родригес де Паула Сантос), бразильский футболист, полузащитник.
- 1994 — Дарья Сэвилл, российская и австралийская теннисистка.
- 1996
  - Роман Репилов, российский саночник, трёхкратный чемпион мира (2020, 2021).
  - Тейлор Хилл, американская топ-модель.
- 1999 — Мэдисон Бир, американская певица, композитор, автор песен, медийная личность.

## Скончались
См. также: Категория:Умершие 5 марта

### До XIX века
- 1534 — Корреджо (при рожд. Антонио Аллегри; р. 1489), итальянский живописец.
- 1535 — Лоренцо Коста (р. 1460), итальянский живописец.
- 1572 — Джулио Кампи (р. 1502), итальянский художник.
- 1778 — Томас Арн (р. 1710), английский композитор и актёр.

### XIX век

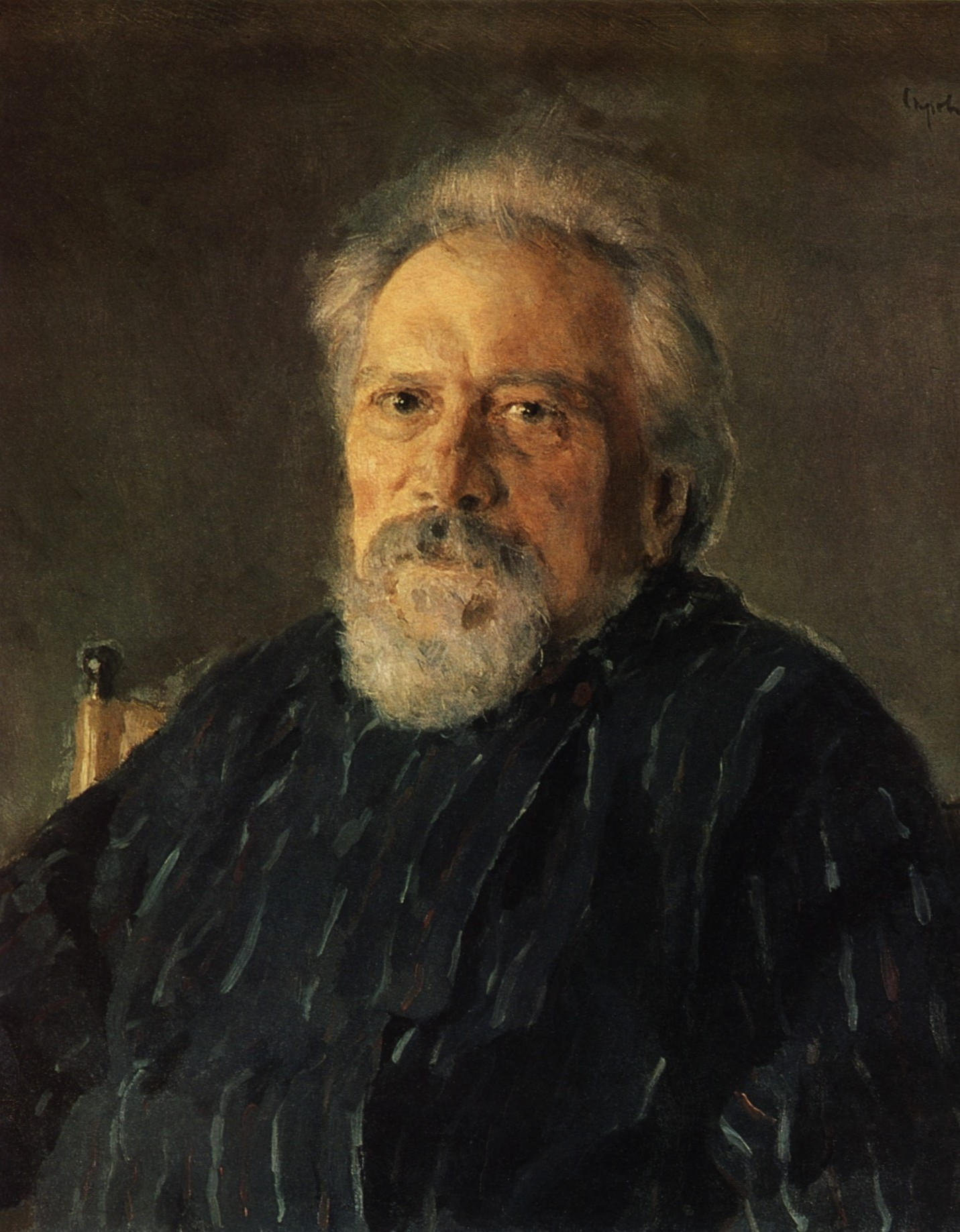
Н. С. Лесков

- 1814 — Андрей Воронихин (р. 1759), русский архитектор и живописец.
- 1815 — Франц Антон Месмер (р. 1733), немецкий врач, предшественник методов современного гипноза.
- 1827
  - Алессандро Вольта (р. 1745), итальянский физик, химик и физиолог.
  - Пьер-Симон Лаплас (р. 1749), французский физик, математик и астроном.
- 1876 — Мари Д’Агу (псевдоним Даниэль Стерн; р. 1805), французская писательница.
- 1893 — Ипполит Тэн (р. 1828), французский литературовед, философ, историк.
- 1895
  - Николай Лесков (р. 1831), русский писатель, публицист, литературный критик.
  - Генри Кресвик Роулинсон (р. 1810), британский востоковед и дипломат, один из основателей ассириологии.

### XX век

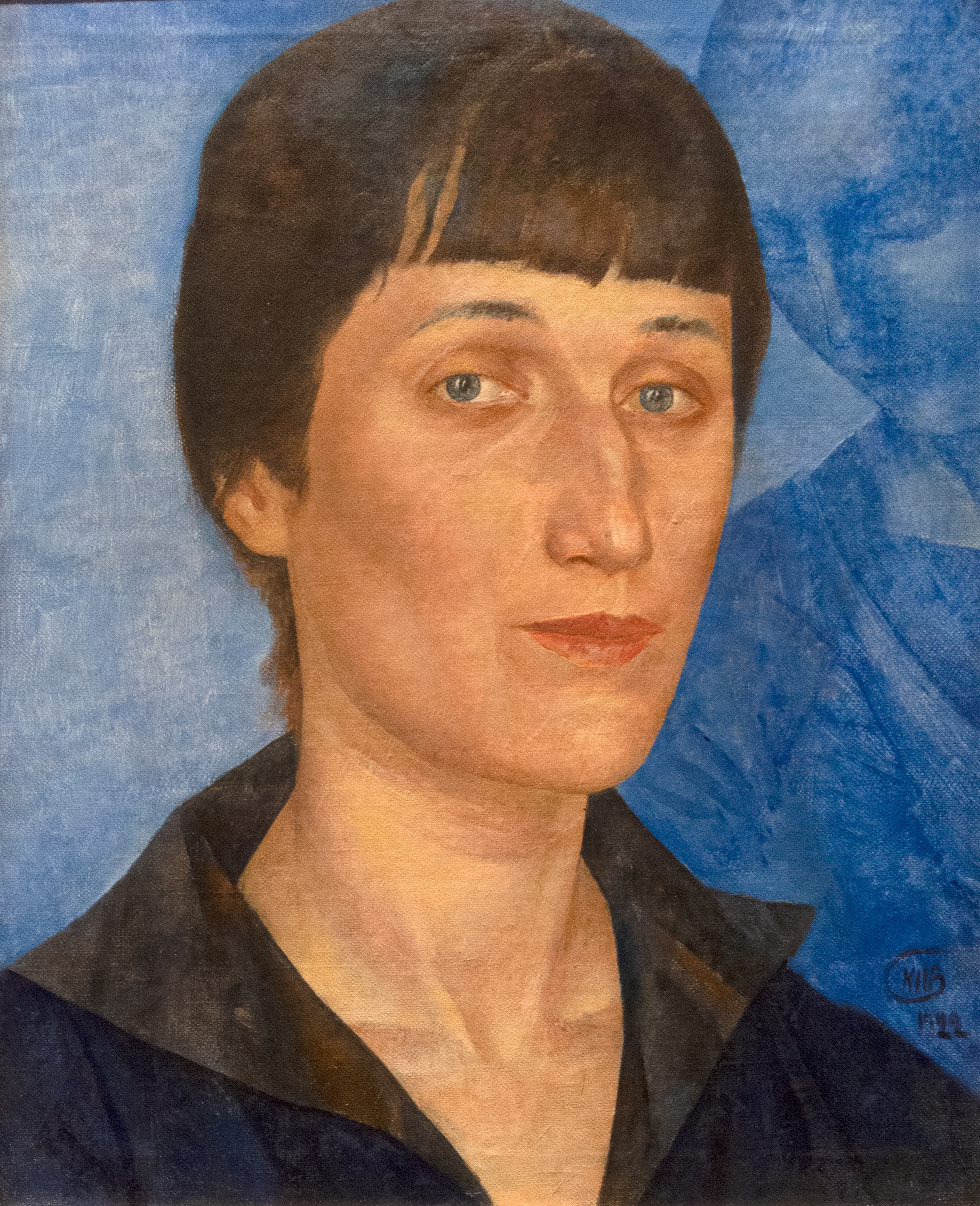
А. А. Ахматова

- 1909 — Дживани (наст. имя Сероб Левонян; р. 1846), армянский поэт-ашуг, народный певец.
- 1914 — Георгий Седов (р. 1877), российский гидрограф, исследователь Арктики; погиб при попытке достичь Северного полюса.
- 1929 — Дэвид Бьюик (р. 1854), американский автоинженер и промышленник.
- 1930 — Иван Бородин (р. 1847), русский ботаник, популяризатор науки.
- 1944 — Макс Жакоб (р. 1876), французский писатель, поэт и художник.
- 1945 — Луиза Рёйс-Бельце[англ.] (р. 1862), немецкая оперная певица.
- 1950
  - Эдгар Ли Мастерс (р. 1869), американский писатель-прозаик, поэт, драматург.
  - Роман Шухевич (р. 1907), один из руководителей ОУН, в 1943—1950 гг. — главнокомандующий УПА.
- 1952 — Владимир Щербачёв (р. 1887), русский советский композитор и педагог.
- 1953
  - Сергей Прокофьев (р. 1891), русский советский композитор, пианист, дирижёр, народный артист РСФСР.
  - Марк Либуркин (р. 1910), советский шахматный композитор, один из крупнейших этюдистов советского периода.
  - Херман Манкевич (р. 1897), американский сценарист, журналист, критик и продюсер.
  - Иосиф Сталин (р. 1878), руководитель СССР (1924—1953).
- 1955 — Антанас Меркис (р. 1887), литовский государственный деятель.
- 1963 — Пэтси Клайн (при рожд. Вирджиния Пэттерсон Хенсли; р. 1932), американская кантри-певица.
- 1966 — Анна Ахматова (р. 1889), русская поэтесса, переводчица и литературовед.
- 1967
  - Алли-Вад (наст. имя Александр Вадимов; р. 1895), советский актёр, цирковой иллюзионист и манипулятор.
  - Миша Ауэр (урожд. Михаил Унковский; р. 1905), американский актёр театра и кино российского происхождения.
- 1971 — Владимир Бурмейстер (р. 1904), артист балета, балетмейстер, народный артист СССР.
- 1974 — Сол Юрок (урожд. Соломон Гурков; р. 1888), американский музыкальный и театральный продюсер, импресарио.
- 1982
  - Джон Белуши (р. 1949), американский комедийный актёр, сценарист, певец.
  - Николай Михайлов (р. 1905), русский советский писатель-прозаик, автор путевых очерков.
- 1988 — Иван Любезнов (р. 1909), актёр театра и кино, чтец, народный артист СССР.
- 1996 — Галина Кравченко (р. 1905), актриса театра и кино, заслуженная артистка РСФСР.

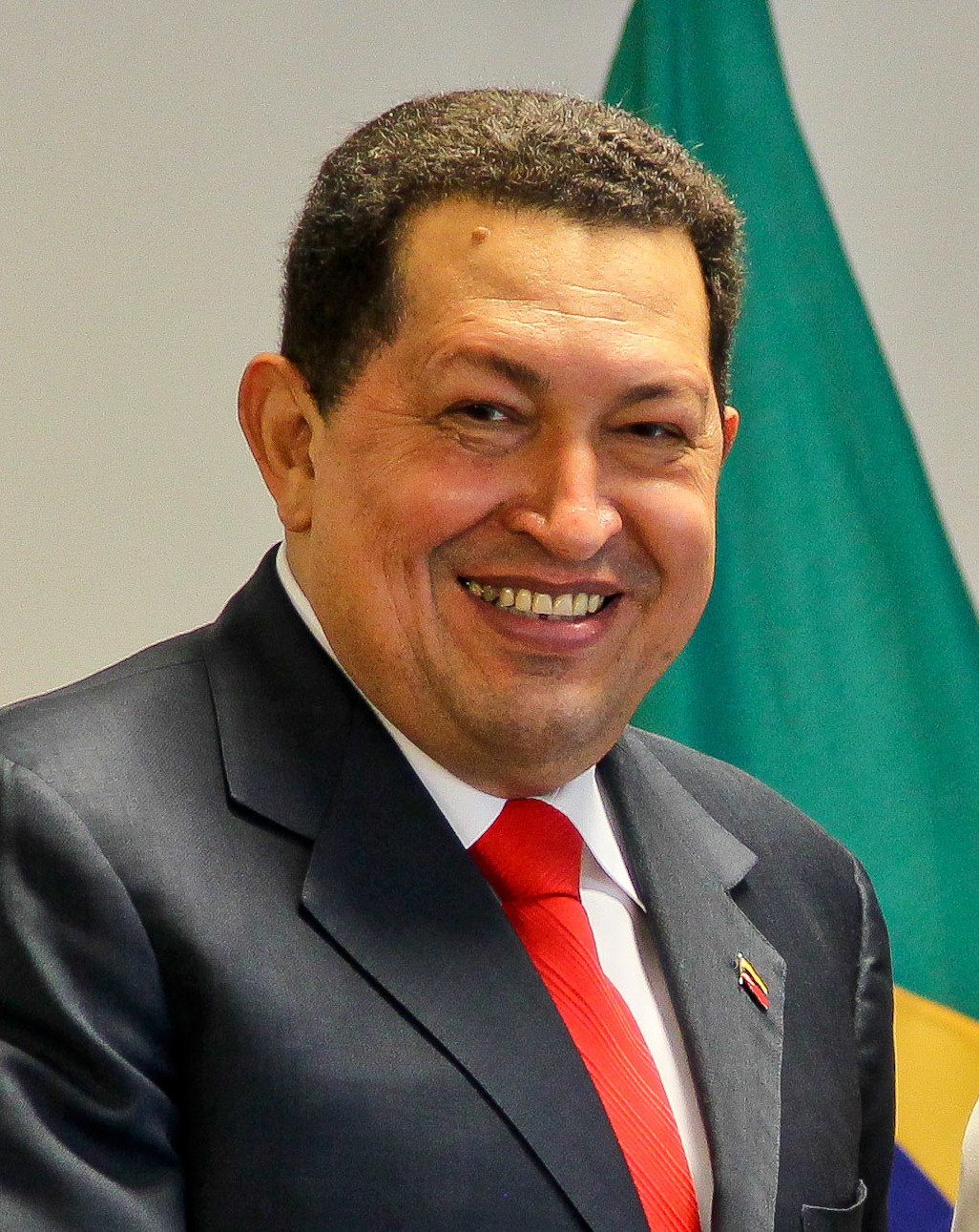
Уго Чавес

### XXI век
- 2005 — Виктор Капитонов (р. 1933), первый советский олимпийский чемпион по велоспорту (1960).
- 2006 — Геннадий Калиновский (р. 1929), советский и российский художник, книжный иллюстратор.
- 2010 — Александр Граве (р. 1920), актёр театра и кино, народный артист РСФСР.
- 2011 — Виктор Ворошилов (р. 1926), советский футболист, тренер.
- 2013 — Уго Чавес (р. 1954), президент Венесуэлы с 1999 по 2013 г.
- 2015 — Всеволод Гантмахер (р. 1935), советский и российский физик, академик РАН.
- 2016 — Николаус Арнонкур (р. 1929), австрийский дирижёр, хормейстер, виолончелист, гамбист, музыкальный писатель.
- 2025 — Михаил Васильев (р. 1961), советский гандболист, олимпийский чемпион (1988) и чемпион мира (1982). Заслуженный мастер спорта СССР (1982).

## Народный календарь, приметы и фольклор Руси
- Корнилий и Лев (Лев Катанский, Катальник).
- Смотреть на падающие звезды на Корнилия — недобрая примета, может принести вред смотрящему.
- На Руси в этот день традиционно пекли обрядовое печенье кокурки (круглые колобки на коровьем масле).
- В старину крестьяне старались взять у кузнеца огонь из горна и если это удавалось, то несли его в поле. Согласно народному поверью, считалось, что в этот день добытый тайно огонь закреплял союз земли, сохи и бороны и грел будущие всходы, отгонял от нивы скудость и сулил в итоге добрый урожай[6].
- Снег весной тает впервой.
- В день памяти преподобного Корнилия Псково-Печерского следует беречься простуд и прочих болезней, ибо по народным поверьям хворь, прицепившаяся в этот день, может привести к самым печальным последствиям[7].